# Schtschara
Die Schtschara (belarussisch Шчара; russisch Щара) ist ein 325 km langer linker Nebenfluss der Memel in den Woblaszen Brest und Hrodna in Belarus. 

## Flusslauf
Der Fluss entspringt etwa 5 Kilometer nördlich der Stadt Baranawitschy (belarussisch Барановичи), auf den Nawahrudak-Höhen aus dem See Koldytschewa im Rajon Baranawitschy und mündet etwa 12 Kilometer östlich der Stadt Masty, südwestlich des Dorfes Daschkautsy im Rajon Masty in die Memel. 
Die größten Zuflusse der Schtschara sind Myschanka (rechts), Lipnjanka (rechts), Wedsma (links), Lasochwa (rechts), Hryuda (links), Lukoniza (links) und Sipa (links).
Am Fluss liegen zwei Stauseen: Tschamjalynskaje-Stausee 14 km nordwestlich der Stadt Iwazewitschy und Damanauskaje-Stausee bei der Mündung des Flusses Hryuda in die Schtschara.